# George Hendrik Breitner
George Hendrik Breitner (Rotterdam, 12 september 1857 – Amsterdam, 5 juni 1923) was een Nederlands kunstschilder, bekend van zijn weergave van het Amsterdamse stadsleven.
Zijn werk is verwant aan dat van de 'Tachtigers'; een groep kunstenaars met grote invloed op de Nederlandse kunstwereld gedurende de jaren tachtig van de negentiende eeuw. Schilders als Willem Witsen en Geo Poggenbeek en dichters als Willem Kloos en Lodewijk van Deyssel behoorden tot zijn vriendenkring. 

## Jeugd en opleiding
Breitner werd in 1857 geboren in Rotterdam; in zijn jeugd tekende hij vooral veel oorlogstaferelen en paarden. Op zijn veertiende verliet hij school en ging werken op kantoor; in zijn vrije tijd volgde hij tekenlessen bij de Rotterdamse tekenleraar Neurdenberg. Zijn vader was commissionair in granen en zag niets in het talent van zijn zoon. Neurdenberg raadde hem echter ten sterkste aan om zijn zoon diens gang te laten gaan, waar de vader ten slotte voor zwichtte; de jonge Breitner mocht een opleiding beginnen en kwam op de Tekenacademie in Den Haag in 1875, en het jaar erna op de Academie van Beeldende Kunsten in Den Haag, waar hij in 1880 vanwege zijn radicale ("bruuske") gedrag werd weggestuurd. Hij volgde tussendoor nog een jaar de Polytechnische School te Delft en in 1882 een jaar de Academie voor Beeldende Kunsten in Rotterdam. Na zijn verhuizing van Den Haag naar Amsterdam volgde hij van 1886 tot 1887 een jaar de Rijksakademie van Beeldende Kunsten aldaar. Ook studeerde hij nog korte tijd bij de Parijse schilder Fernand Cormon c. 1884. 
April 1878 schreef hij zijn mecenas A.P. van Stolk:
 'Wat ik mij voorstel met de nieuwe cursus te doen [op de Haagse Academie] is: 's morgens grootpleister en 's middags schilderen of naar de natuur teekenen. waarmede ik reeds eenige tijd bezig ben. en paarden in de Stadsrijschool. De Dir. daarvan is den Heer Krüger een alleraardigste duitscher, die nat. veel paarden gezien heeft en me dus de fouten weet te zeggen, die ik maak en die niet weinige zijn.' 
Ondertussen werkte de jonge Breitner in Den Haag ook op diverse ateliers, onder andere in 1881 op het atelier van Willem Maris. Hij vertelde later dat op een dag diens broer, Thijs Maris, het atelier binnenstapte en kijkend naar het stadsgezicht dat Breitner onder handen had mompelde: "het is tegenwoordig allemaal 'Jaap'"; deze opmerking raakte Breitner diep en gaf hem het inzicht dat hij zich moest losmaken van de Haagse schilders en zijn eigen richting moest zien te vinden.

## Leven en werk

### Haagse jaren
Omdat Breitner vaak schetste in de Stadsrijschool in Den Haag had hij binnen korte tijd een naam opgebouwd door zijn paardenstudies en werd daardoor benaderd door Willem Mesdag. Deze was onder de indruk van Breitners paarden en huurde hem in om paarden en ook de artillerie te schilderen in zijn beroemd geworden panoramaschilderij Panorama Mesdag. Breitner schilderde onder meer de artillerie en het dorp Scheveningen in het grote panorama-doek, dat werd voltooid in 1881.. Ook was het in deze jaren dat hij regelmatig met Vincent van Gogh erop uittrok, om samen het dagelijkse leven te tekenen en te schetsen in de Haagse straten, de wasserettes, de werkplaatsen en in de moestuinen; Breitner zag zichzelf als de schilder van het volk (evenals toen Van Gogh deed); zo schreef hij zijn mecenas in maart 1882:
 'Ik zelf, ik zal de menschen schilderen op de straat en in de huizen, de straten en de huizen die ze gebouwd hebben, 't leven vooral. Le peintre du peuple zal ik trachten te worden, of liever ben ik al, omdat ik 't wil. Geschiedenis wil ik schilderen en zal ik ook, maar de geschiedenis in haren uitgebreidsten zin. Een markt, een kaai, een rivier, een bende soldaten onder een gloeiende zon of in de sneeuw.. (Den Haag, 1882)
Breitner werd lid van de Haagse Pulchri Studio en nam vaak deel aan de modeltekenlessen aldaar. Hij ondervond in deze tijd veel steun van Charles Rochussen en zijn mecenas, de verzamelaar Stolk, die beiden verschillende van zijn werken aankochten.

### Amsterdamse jaren
Eind 1886, na zijn terugkeer uit Parijs,  vertrok Breitner naar Amsterdam. De stad verkeerde in een overgang; de industrie groeide en het moderne verkeer begon zijn eisen te stellen: grachten werden gedempt en nieuwe woonwijken werden aangelegd. Breitner was gefascineerd door de doorbraken en de stadsuitbreidingen, maar ook door wat hij noemde 'de fijne damp': de schilderachtigheid van de vormen en de kleuren in de binnenstad.
In 1886 bezocht hij ook enige tijd de Rijksakademie en werd daar al gauw lid van de kunstenaarsvereniging Arti et Amicitiae. Hier ontstonden zijn belangrijkste werken, waardoor hij de grote uitbeelder zou worden van de stad en het Amsterdamse leven, zowel bij het licht van de dag, als in de nacht.
Gretig zocht Breitner naar nieuwe opvattingen, nieuwe technieken en nieuwe onderwerpen voor zijn werk, waarbij al gauw zijn foto's vaak als schets vooraf gingen dienen voor het opbouwen van zijn schilderijen. In zijn eerste jaren in Amsterdam schilderde hij vooral naakten en portretten, zoals het bekende portret van de actrice Theo Frenkel Bouwmeester. In Amsterdam werd Breitner opgenomen in de kring van kunstenaars en schrijvers die zich had gevormd rond het tweemaandelijkse literaire tijdschrift De Nieuwe Gids. Met zijn naakten, doorleefde portretten en vooral met zijn stadsgezichten werd Breitner een van de leiders van een groep jonge kunstenaars, de Amsterdamse Impressionisten, die in die jaren een belangrijke verschuiving teweeg brachten binnen het artistieke klimaat in Amsterdam.

## Stijl en ontwikkeling
In zijn vroege Haagse periode volgde Breitner aanvankelijk het palet van de Haagse School schilders: hij bleef vasthouden aan grote tonige plans in zijn breed opgezette doeken, met subtiel afgewogen kleuren; zijn penseelvoering was vrij rustig en had nog niet dat nerveuze en tekenachtige karakter dat Isaac Israels toen al liet zien in zijn werken. Uit 1883 is er een beschrijving van Vincent van Gogh die een aantal van Breitners schilderijen zag in zijn atelier, onder andere van de manoeuvres van militairen in de duinen boven Scheveningen; Van Gogh beschreef de doeken als grote vlaktes van verschoten kleuren, die hem deden denken aan vermolmd en beschimmeld behang. Dit geeft aan dat Breitner in die jaren zelfs nog grijzer werkte dan de hem omringende schilders van de Haagse School.
Zijn verblijf in Parijs in 1884 had duidelijke invloed gehad op zijn schilderwijze erna, hoewel het onduidelijk blijft welke schilderijen hij daar precies gezien heeft. Een bevriende kunstenaar zei, dat vooral de stad Parijs hem veel had gedaan. In zijn daar geschilderde en later in Nederland nog overgeschilderde Paard van Montmartre, laat de heftigheid van de emotie van Breitner en een donker levensgevoel zien.
Een verduidelijkende uitspraak van Breitner over Van Gogh tien jaar later (na de dood van Van Gogh) was dat deze 'kunst voor Eskimo's' maakte, waar hij niet van kon genieten en die hij grof en onhebbelijk vond, 'zonder de minste distinctie'. Waar de post-impressionist Van Gogh met behulp van sterke contrasten en kleurstellingen zijn perceptie van de wereld weergaf, probeerde Breitner een pure, kale werkelijkheid te tonen. Amsterdam bleek hiervoor een prima werkplek; hier schilderde hij zijn stadsscènes en stadsgezichten. Dam, Damrak en Rokin, maar ook de mindere buurten van de hoofdstad als de Jordaan en de bouwputten in de toen nieuwe Kinkerbuurt hadden zijn belangstelling. Met snelle penseelstreken gaf Breitner een beeld van het leven op straat met werklui, huisvrouwen, dokwerkers, straathonden etc. Hij zette ze neer in een nogal grove manier van schilderen, met een brede toets en sterk gericht op het effect. Details werden overgeslagen; handen, voeten of een gezicht werden door hem neergezet met een enkele streek. Zijn tekeningen geven vaak een grijs beeld van de straten van de hoofdstad. Breitner is een van de weinige kunstenaars die in een gezegde worden genoemd; als het in Amsterdam grijs weer is, mopperen Amsterdammers:  't is echt Breitnerweer' .
Van de erbarmelijke omstandigheden van het groeiend stadsproletariaat in hun kelderwoningen en krotten is bij hem geen spoor terug te vinden. Breitner zag vooral het pittoreske van het grauw en grijs, van de wind, sneeuw en regen, en van de schittering van de winkellichten en -ruiten in het water van de plassen en de grachten. In Amsterdam leek Breitner steeds meer op te gaan in zijn onderwerpen; hij begaf zich in het straatgewoel [vaak ook met camera] en het krioelende verkeer van paard-en-wagens, karren en trams, te midden van haastig winkelende passanten en feestvierend kermispubliek. In zijn werk komt dit alles tot uiting in een vlekkerige, geveegde weergave van gezichten, kleding en gebaren. De indruk van toevalligheid en dynamiek wordt bovendien versterkt door het plotselinge afsnijden van de beeldranden en door een diagonale beeldopbouw. In een interview na 1900 stelde hij het aldus:
 'Het is niet alleen de schoonheid van de stad [Amsterdam] die me raakt, maar ook de dynamiek, de levendigheid. Hier is alles in beweging, er wordt volop gebouwd, het culturele klimaat floreert. Die vitaliteit wil ik vastleggen in mijn schilderijen. Juist de grote vernieuwingen in de stad laat ik zien, de bouwplaatsen met de werklui, de bedrijvigheid, prachtig! Amsterdam past ook beter bij mijn karakter: het is net zo impulsief en explosief als ik.' 
In zijn latere schilderijen verdween langzamerhand ieder spoor van het gebruik van de camera, onder de bewerking van zijn penseel. Hij maakte nog wel gebruik van foto's, maar deze werden volledig ondergeschikt gemaakt aan de visie van de schilder: vaak combineerde hij elementen uit verschillende foto's en monteerde daaruit een geheel nieuwe compositie. Zijn latere stadsschilderijen werden steeds traditioneler: bruggen en vrachtboten op hoekjes van grachten. Breitner zocht zijn onderwerpen ook steeds meer binnenshuis, in traditionele genres, zoals zijn naakten en de serie Japanse meisjes.
Uit een in 2004 gepubliceerd kunsthistorisch onderzoek bleek dat Breitner niet altijd even puur met de werkelijkheid omsprong als altijd werd aangenomen. Hij 'camoufleerde' als hem dat uitkwam, en soms ook 'verdwenen' hele gebouwen uit het geschilderde straatbeeld. Op een beroemd schilderij van het Damrak (1903) gaat de net voltooide Beurs van Berlage volledig schuil achter de zeilen van een schip.

## Fotografie
Toen fotocamera's tegen het einde van de negentiende eeuw handzamer en goedkoper werden, begon Breitner met dit medium te experimenteren. Met de camera had Breitner een instrument in handen waarmee hij de kale werkelijkheid kon vastleggen. Vooral het vastleggen van beweging en belichting in de stad interesseerde hem en hij werd uiteindelijk een meester op dit gebied. Veel van zijn stadsschilderijen, alsook zijn serie van zeven schilderijen en studies van Geesje Kwak zijn gebaseerd op foto's. Toen hij door zijn kunsthandelaar werd bekritiseerd dat hij foto's gebruikte voor het maken van zijn schilderijen, verweerde Breitner zich:
 'Laat ik een ding vooropstellen: in mijn geval gaat het zeker niet om het maken van kopieën.. .Ik gebruik foto's als geheugensteun en als inspiratiebron. Ik zie zoveel dat ik het nauwelijks kan verwerken in mijn schetsboeken. Fotograferen is dan ook een uitkomst voor mij. Het is niet mogelijk dergelijke dingen te maken zonder hulp van foto's. Hoe wil je dat ik een Amsterdamse straat maak? Ik maak krabbeltjes in mijn schetsboek, als het kan een studie uit een raam en een schets voor de details, maar de keus, de compositie is toch van mij. Ik ben trouwens zeker niet de enige die op deze manier te werk gaat. Mijn gewaardeerde collega Witsen doet het ook zo.' 
Breitner gebruikte zijn foto's vooral als documentatie, als visueel geheugensteuntje. In Nederlandse steden was het namelijk verboden om op straat te schilderen. Hiervoor was speciale toestemming nodig van Burgemeester en Wethouders. Noodgedwongen schilderde hij zijn stadsgezichten daarom altijd thuis in zijn atelier, een enkele keer met uitzicht naar buiten. Bewust of onbewust fotografeerde Breitner vaak vanuit extreem lage camerastandpunten, wat resulteerde in een vertekening van het onderwerp en een zeer hoge horizon - voor een schilder een fysiek bijna onmogelijk beeld.
Hij hield het feit dat hij voor zijn schilderijen gebruik maakte van foto's angstvallig geheim. In zijn latere werk verdween langzamerhand ieder spoor van het gebruik van de camera in zijn schilderijen, onder de bewerking van zijn penseel.

## Financiële situatie
Ondanks zijn contract met de destijds internationaal vermaarde kunsthandel E.J. van Wisselingh & Co in Amsterdam, die ook schilders van de School van Barbizon en de Haagse School vertegenwoordigde, verkeerde Breitner regelmatig in financiële moeilijkheden. Op een vraag over zijn schilderij Singelbrug bij de Paleisstraat,  dat kort voor 1900 was gekocht voor een opvallend hoog bedrag van 8100 gulden maar door critici niet als een echte Breitner werd beschouwd, antwoordde hij:
 'U doelt op het feit dat er een sjieke dame op staat afgebeeld? Ik ga daar niet over liegen: dat komt door mijn kunsthandelaar. Oorspronkelijk had ik een dienstmeid geschilderd, maar volgens mijn zaakwaarnemer was het beter als ik koos voor een mondainer type. En hij had blijkbaar gelijk. Het geld kan ik trouwens goed gebruiken - ik heb nogal eens financiële tegenvallers te verwerken namelijk.' 
In 2007 werd zijn schilderij Meisje op een paardenkar geveild bij Christie's. Op dit doek uit 1912 is een paardenkar te zien met daarop een meisje dat van het uitzicht geniet. Het werd door een anonieme Portugese kunsthandel aangekocht voor € 547.200.

## Invloed
Invloed op kunstenaars. Onder meer het werk van Marie Henrie Mackenzie (1879-1961), Paul Hermans (1898-1972) en Jan Korthals (1916-1972) is beïnvloed door Breitner.
Breitner Academie (2016-heden). Vanaf 2016 is de Amsterdamse Academie voor Beeldende Vorming gehuisvest aan het Overhoeksplein 1-2, naast filmmuseum EYE en Tolhuistuin. De academie kreeg de nieuwe naam Breitner Academie, vernoemd naar de Amsterdamse kunstenaar George Hendrik Breitner.

## Galerij van zijn werken (selectie)

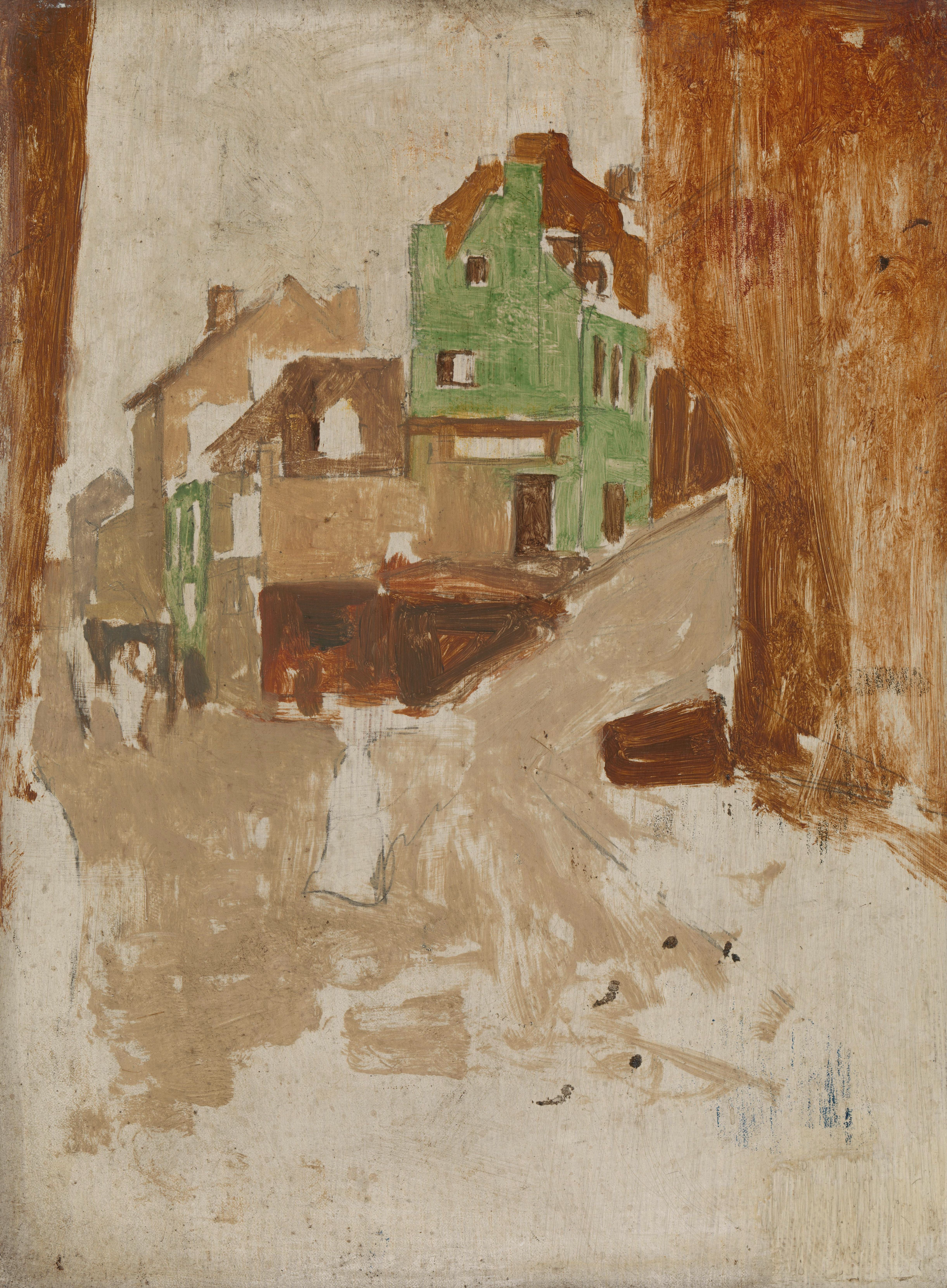
Straat in Montmartre, Parijs, 1884
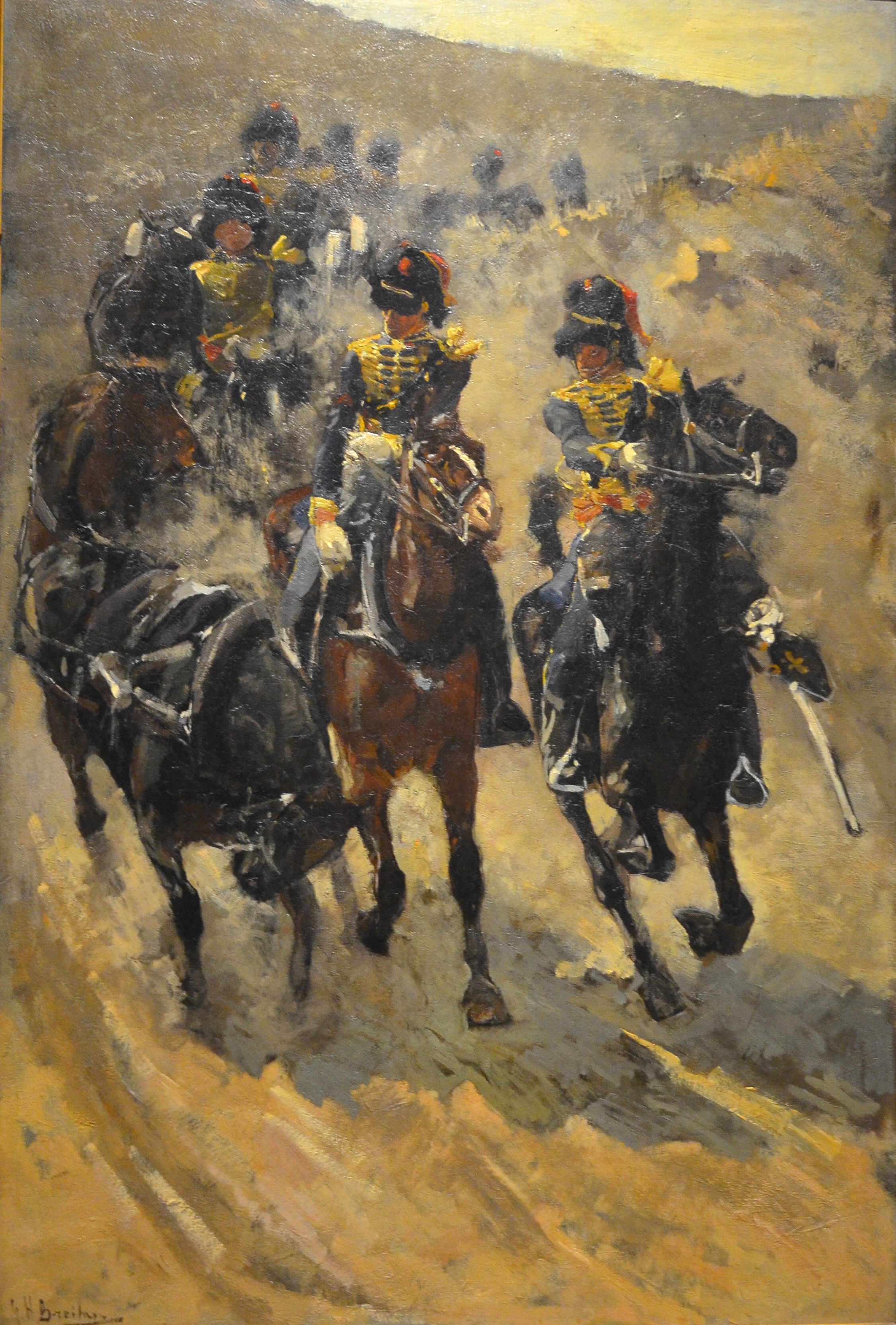
De Gele Rijders (In 't Duin), 1885-1886
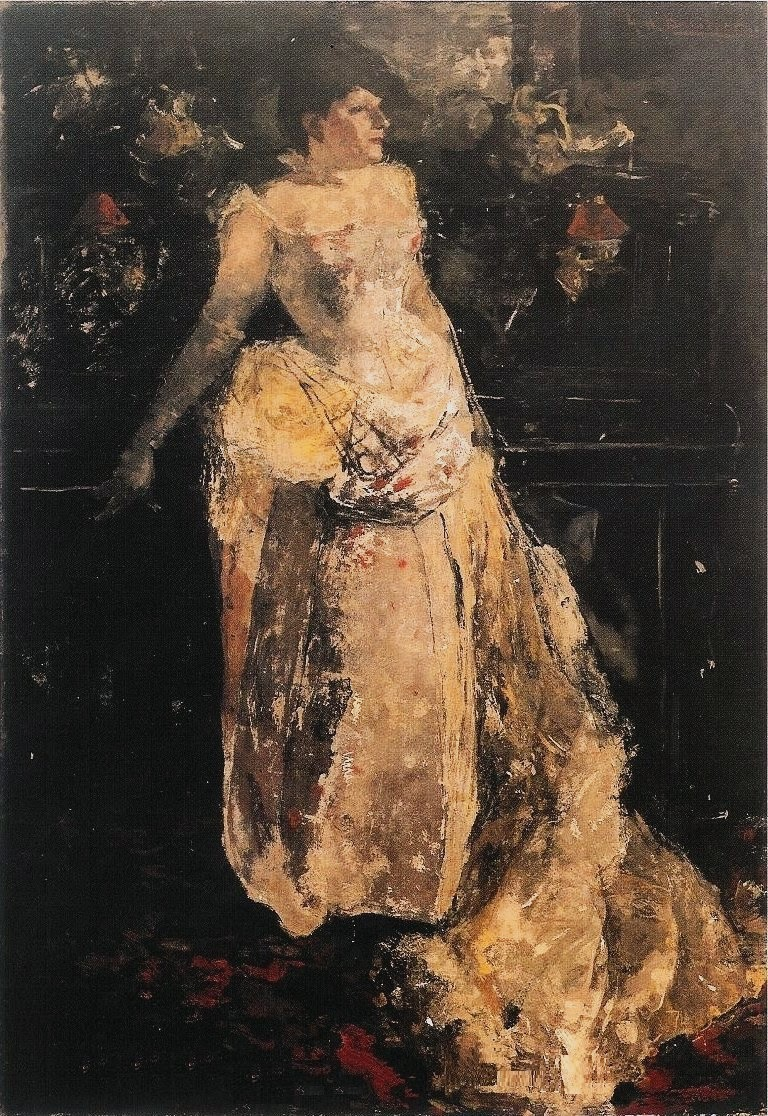
Portret van mevrouw Mann-Bouwmeester als Francillon, 1887
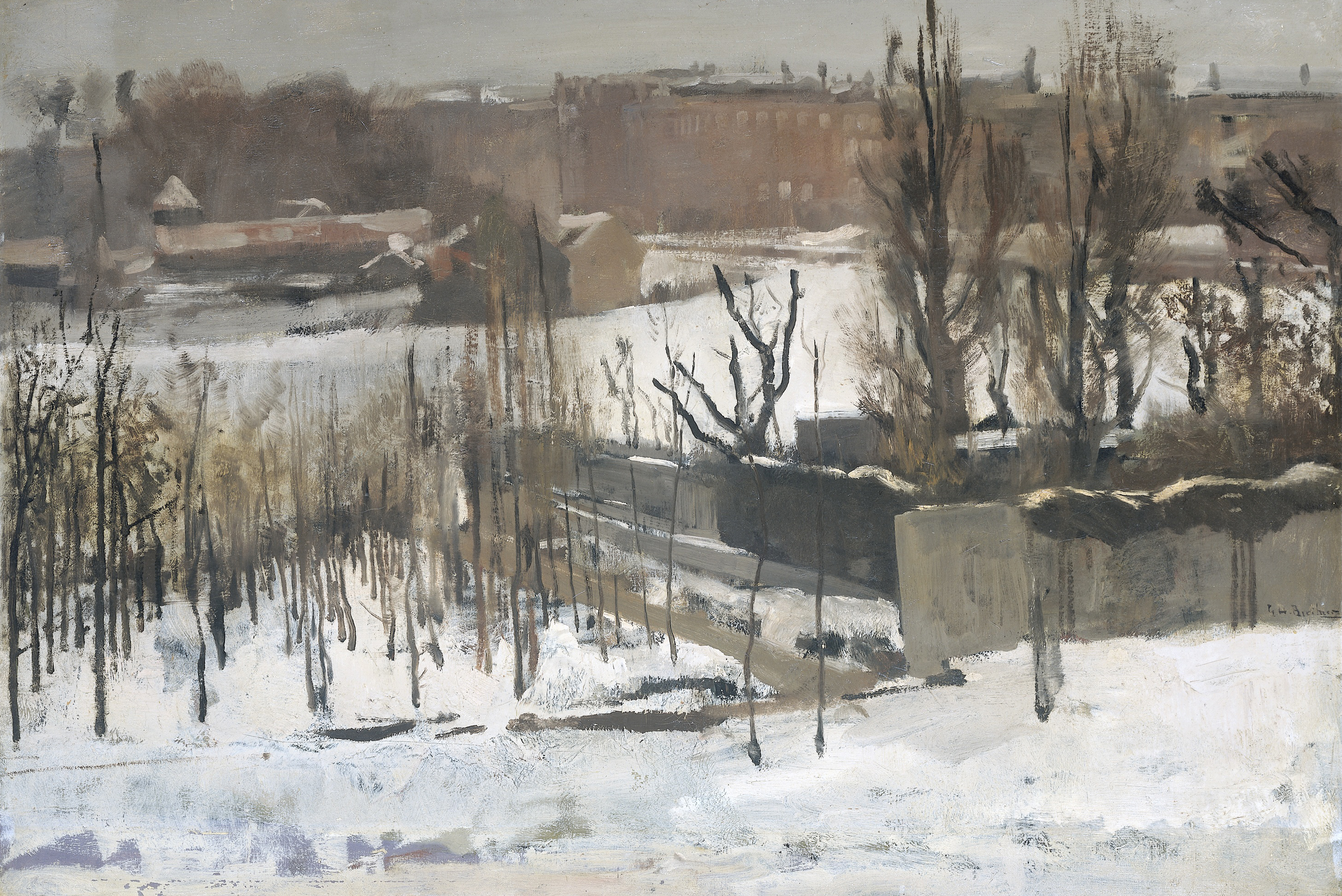
Gezicht op het Oosterpark', 1892
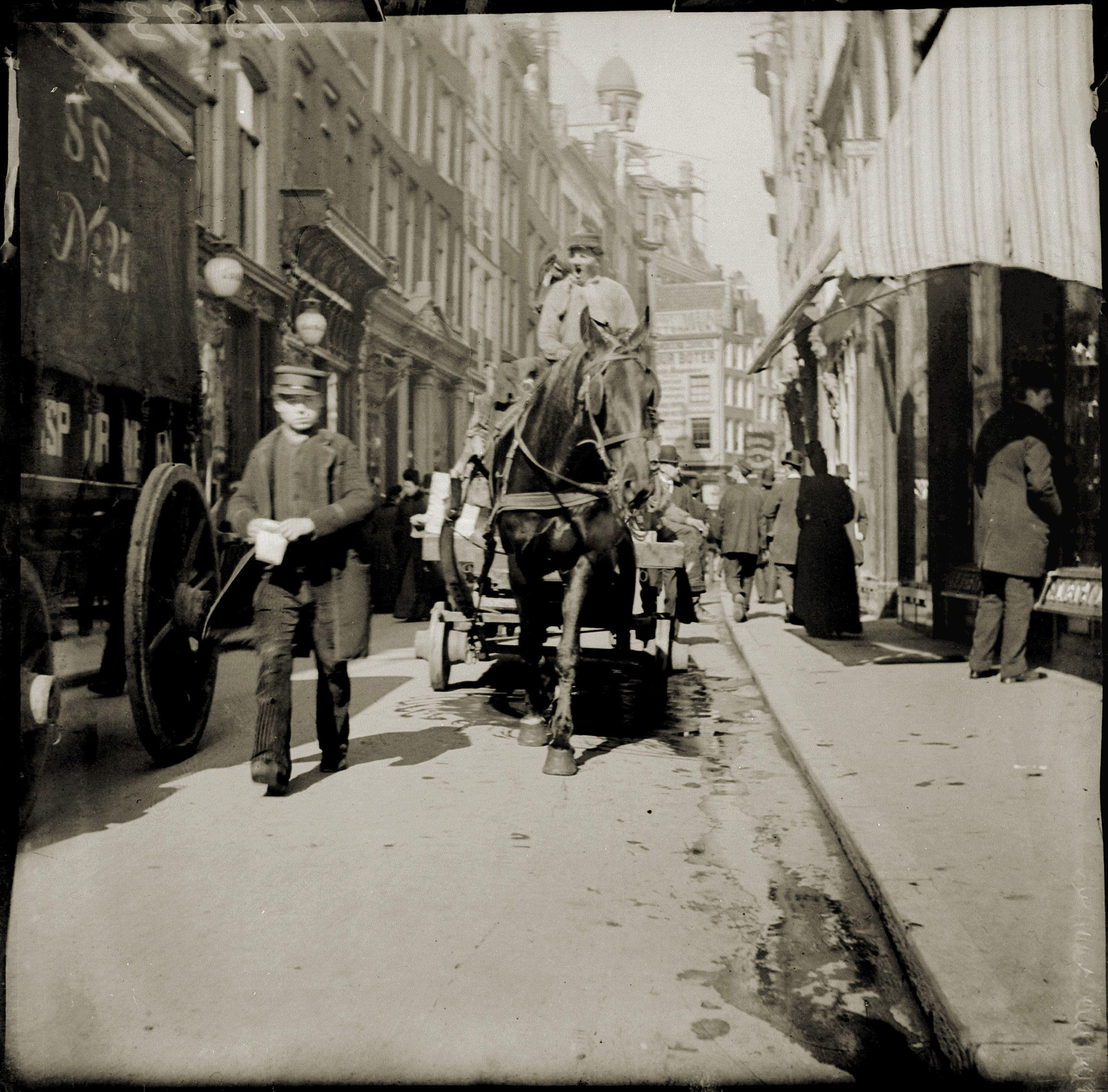
Kalverstraat 174-170 - in noordelijke richting gezien naar het Spui (foto), 1892
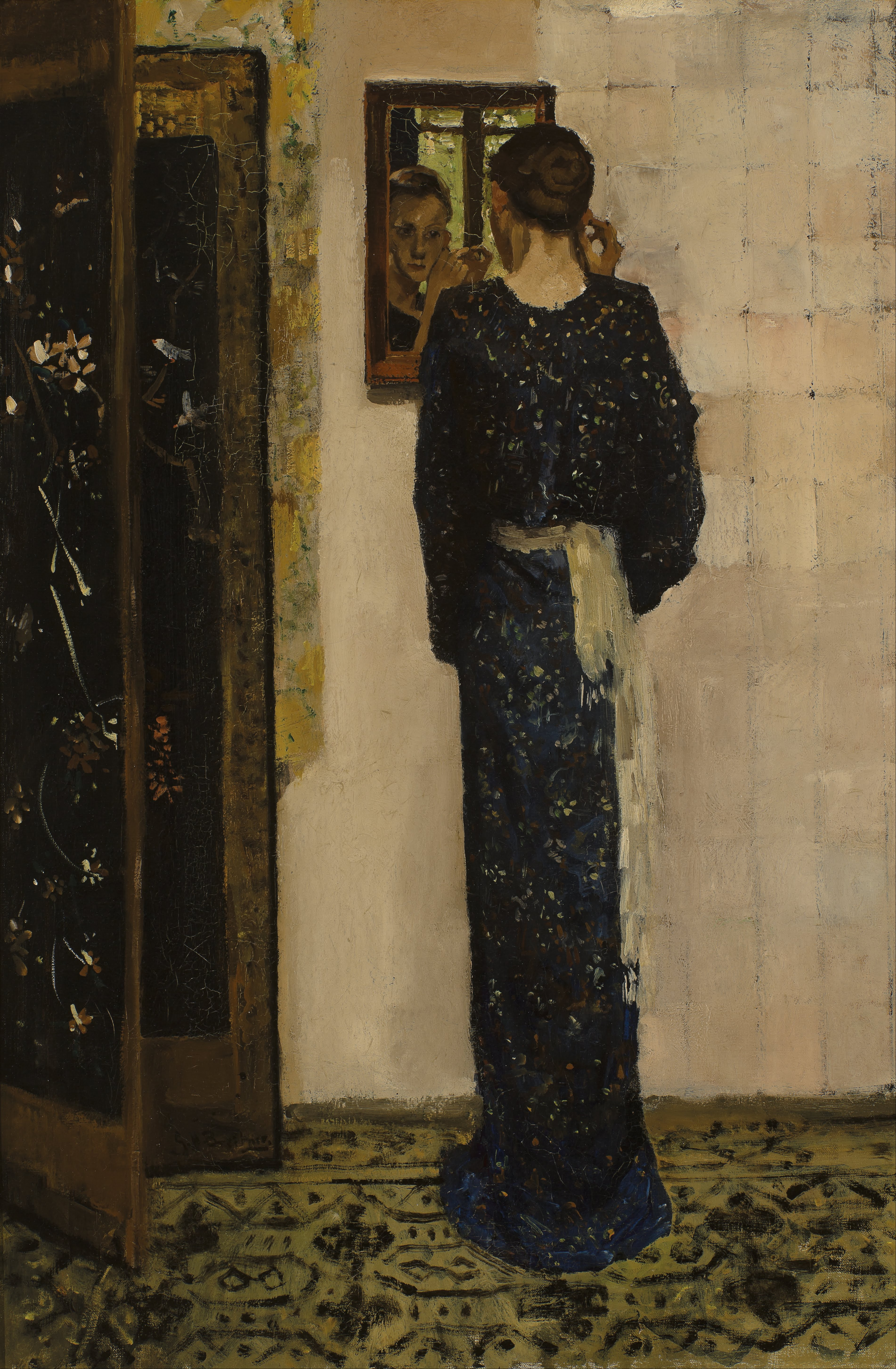
Het oorringetje, c. 1893
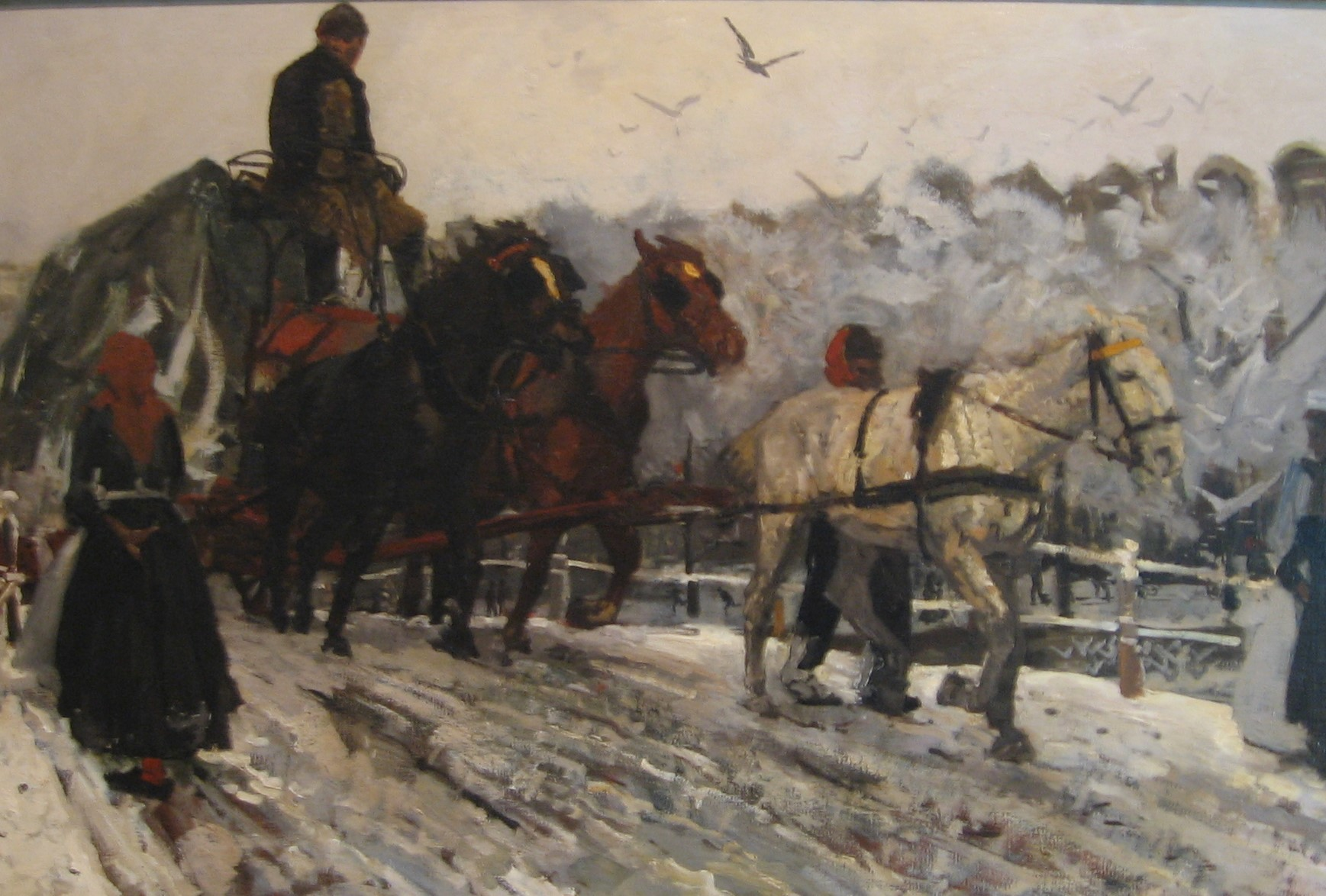
Sleperspaarden in de sneeuw, 1893
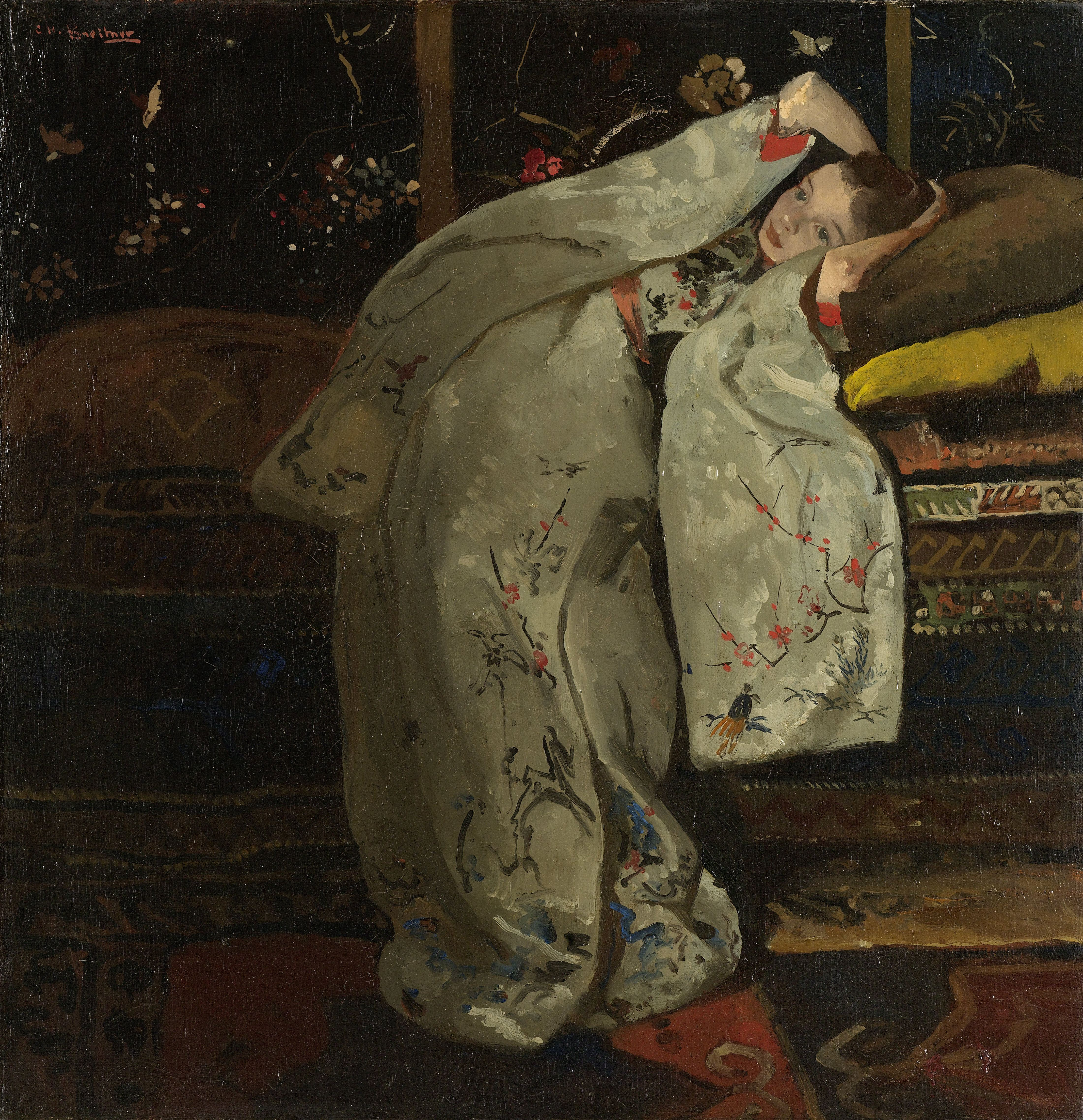
Meisje in witte kimono (Geesje Kwak), 1894
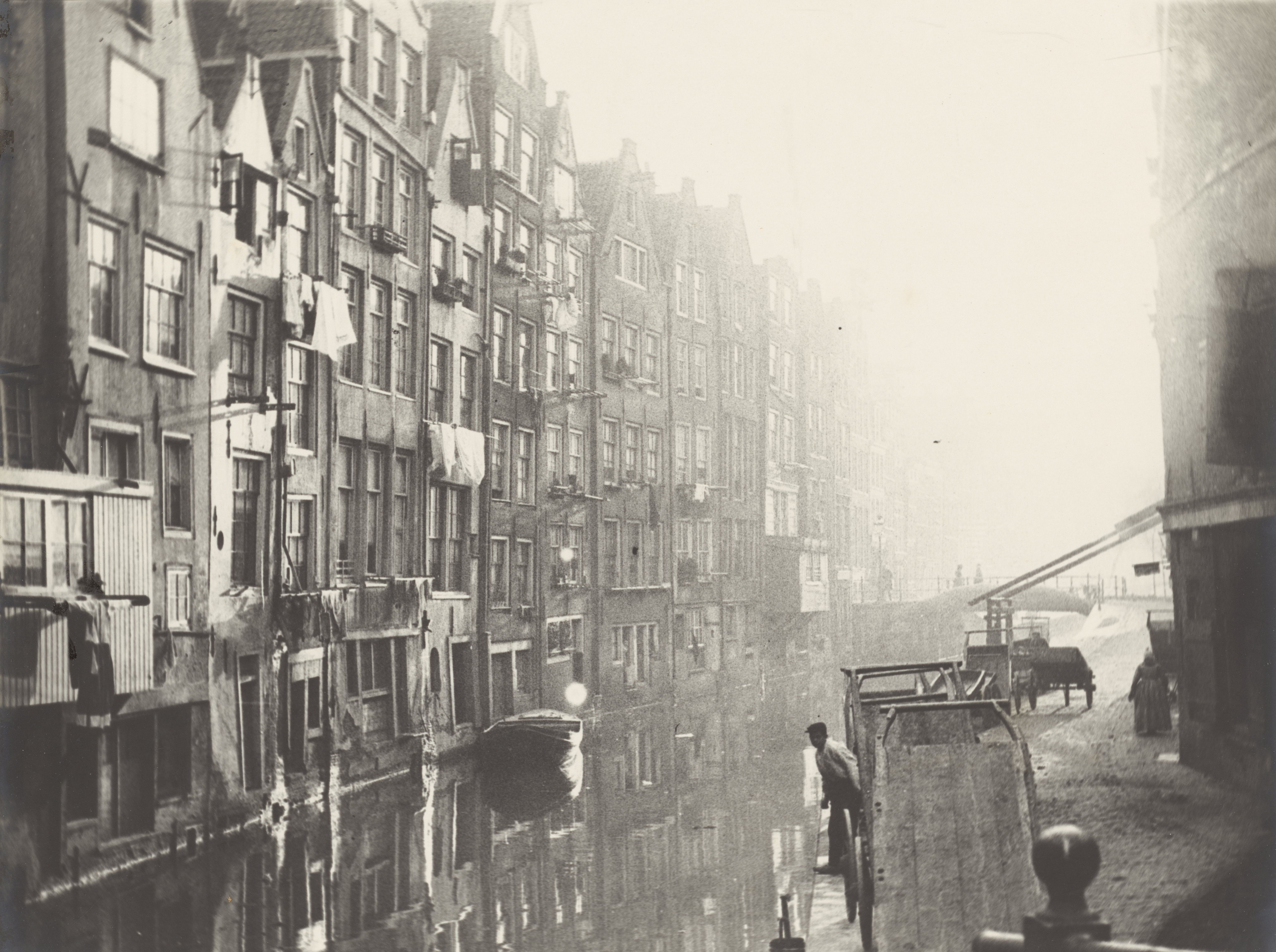
Het Kolkje, G.H. Breitner (foto), c. 1894-1898
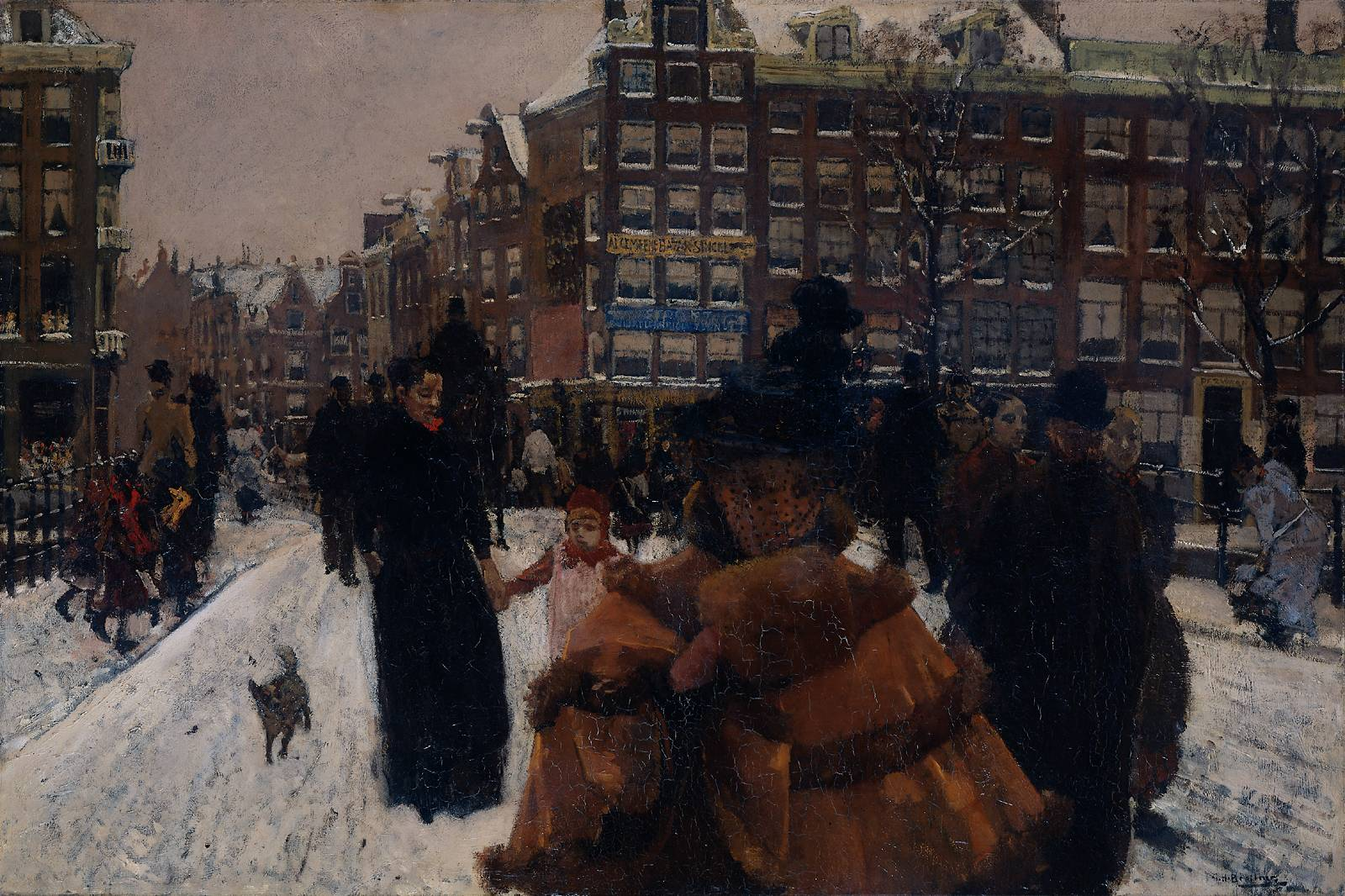
De Singelbrug bij de Paleisstraat in Amsterdam, 1895/1896, aangepast in 1898
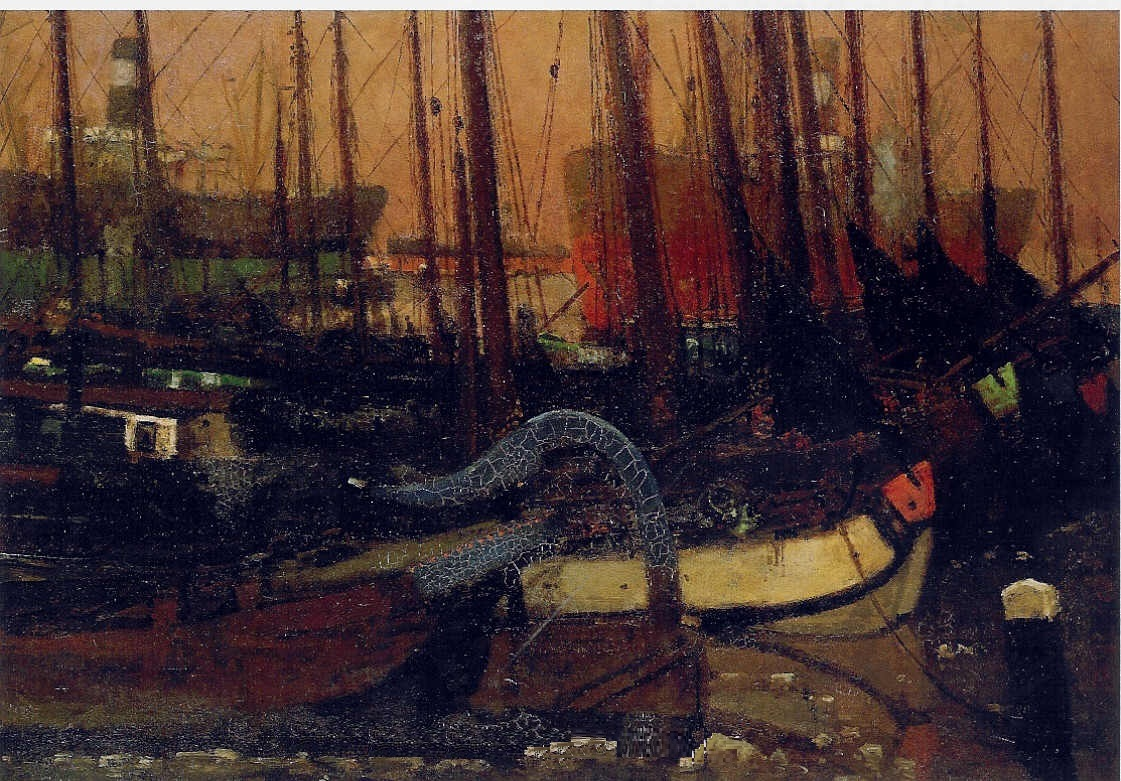
Schepen in het ijs, 1901
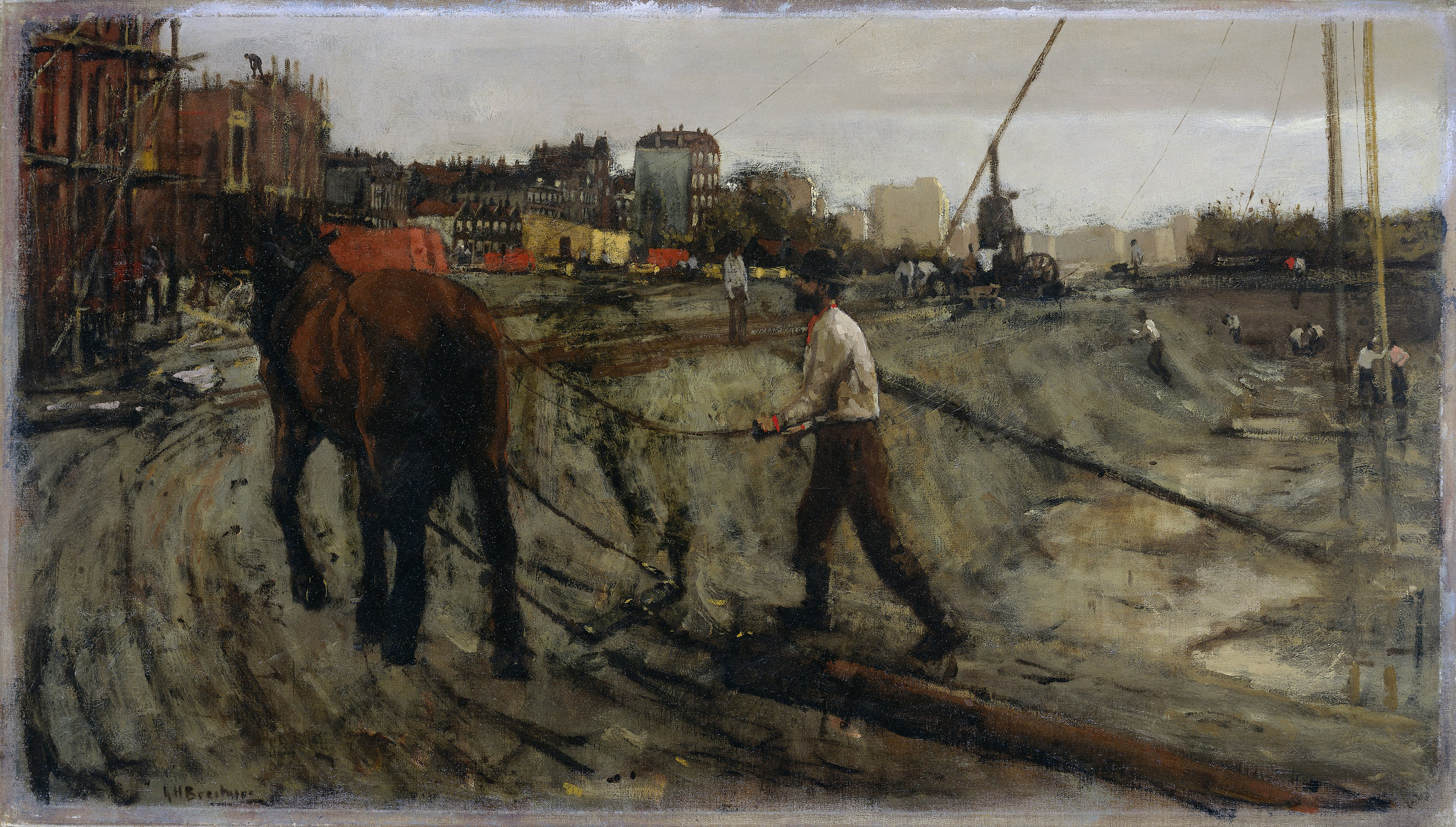
Bouwterrein, jaar onbekend
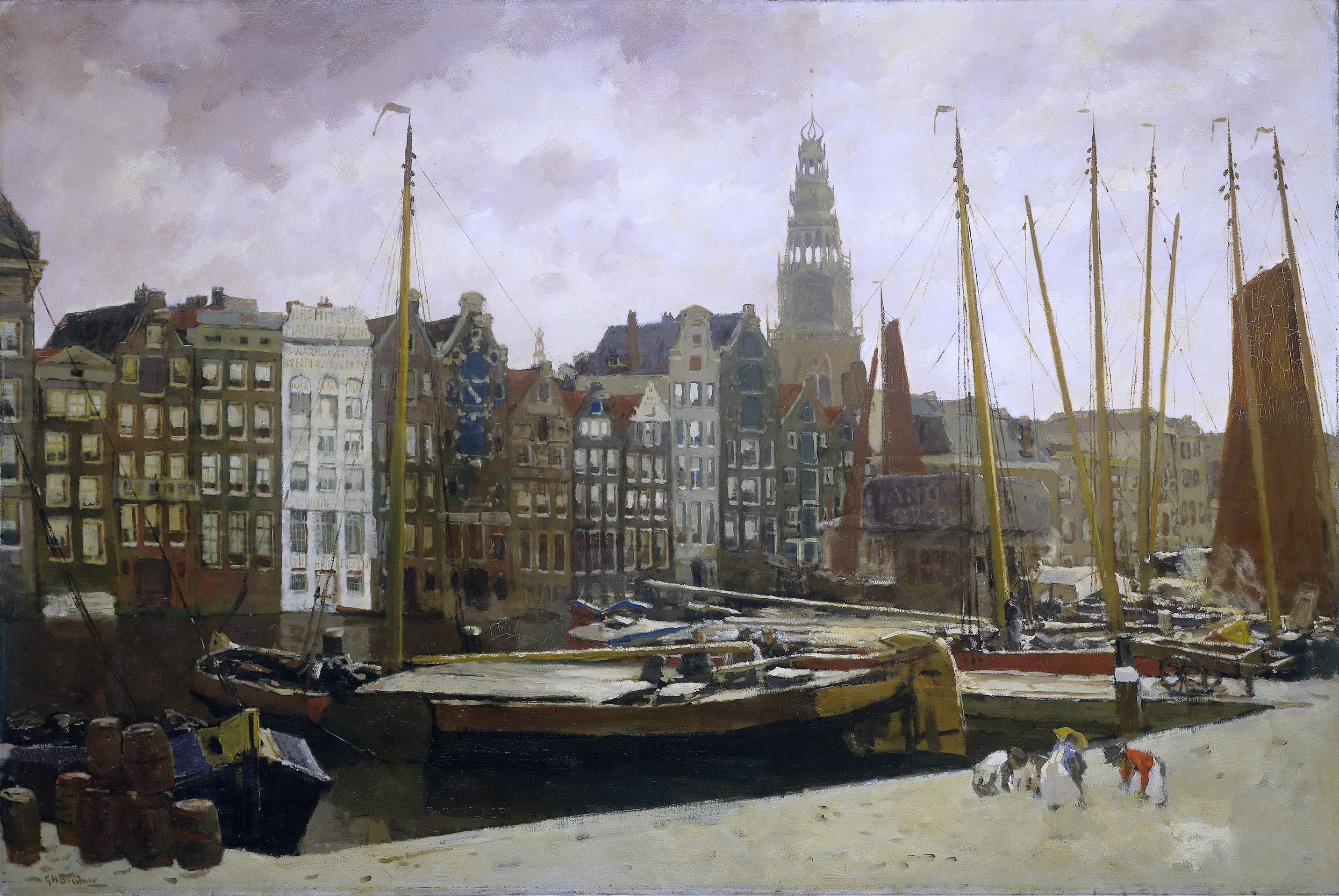
Het Damrak te Amsterdam, 1903

## Werk in openbare collecties (selectie)
- Gemeentemuseum Den Haag[15]
- Rijksmuseum Amsterdam[16]
- Stadsarchief Amsterdam
- Musée d'Orsay Parijs[17]

## Tentoonstellingen (selectie)
- 1958 - G.H. Breitner, Stedelijk Museum, Amsterdam.
- 1983 - G.H. Breitner 1857-1923. Aquarellen en tekeningen, Singer Museum, Laren.
- 1989 - De foto's van Breitner, Teylers Museum, Haarlem.
- 1994-1995 - G.H. Breitner. Schilderijen, tekeningen, foto's, Stedelijk Museum, Amsterdam.
- 1997 - G.H. Breitner. Fotograaf en schilder van het Amsterdamse stadsgezicht, Gemeentearchief Amsterdam.
- 1997 - G.H. Breitner. De oorsprong van het moment, Panorama Mesdag, Den Haag.
- 2001 - Breitner in Rotterdam. Fotograaf van een verdwenen stad, Nederlands Foto Instituut, Rotterdam.
- 2001-2002 - Meisjes in kimono, Rijksmuseum Twenthe, Enschede.
- 2014-2015 - Breitner in Amsterdam, Stadsarchief Amsterdam.[18]
- 2016 - Breitner: Meisje in kimono, Rijksmuseum, Amsterdam.
- 2024 - Breitner, Schilderbeest. Singer Museum, Laren.